# Ползиков, Михаил Николаевич
Михаи́л Никола́евич Ползиков (1875—1938) — герой Первой мировой войны, командир Дроздовской артиллерийской бригады, генерал-майор.

## Биография
Из потомственных дворян Тульской губернии. Сын генерал-майора Николая Павловича Ползикова и жены его Жозефины Казимировны Янцевич.
Окончил Орловский кадетский корпус (1893) и Павловское военное училище (1895), откуда выпущен был подпоручиком в 36-ю артиллерийскую бригаду. Произведен в поручики 27 июля 1899 года, в штабс-капитаны — 25 августа 1902 года, в капитаны — 4 февраля 1908 года.
С началом Первой мировой войны, 3 августа 1914 года назначен командующим 2-й батареей 36-й артиллерийской бригады. Пожалован Георгиевским оружием
За то, что, находясь в бою 3 ноября 1914 года у д. Тубляукен на передовом наблюдательном пункте под сильнейшим шрапнельным и ружейным огнем, корректировал огонь своей батареи, чем способствовал нашей пехоте овладеть д. Тубляукен, а по взятии ее, огнем своим вынудил немцев очистить свои позиции за этой деревней.
19 июня 1915 года произведен в подполковники с утверждением в должности, а 20 июня назначен командиром 3-й батареи 73-й артиллерийской бригады. 24 октября 1916 года отчислен от должности за болезнью с назначением в резерв чинов при штабе Минского военного округа. 20 марта 1917 года назначен командиром 5-й батареи 73-й артиллерийской бригады, а 18 сентября того же года произведен в полковники. Позднее был назначен командиром 2-го Сербского отдельного артиллерийского дивизиона.
С началом Гражданской войны вступил в отряд полковника Дроздовского, формирующийся на Румынском фронте. Участвовал в походе Яссы — Дон в должности командира легкой артиллерийской батареи. По прибытии в Добровольческую армию командовал 3-й отдельной легкой батареей, а затем артиллерийским дивизионом в составе 3-й пехотной дивизии. В 1919 году был назначен командиром Дроздовской артиллерийской бригады, в каковой должности оставался до эвакуации Крыма. За боевые отличия был произведен в генерал-майоры. В Галлиполи стал командиром Дроздовского артиллерийского дивизиона, в который была сведена артиллерийская бригада. Был начальником гарнизона Орхании. Возглавлял Дроздовский артдивизион в Болгарии, состоял членом местного отдела Общества галлиполийцев и членом Общества офицеров-артиллеристов. Затем переехал в Люксембург, где был председателем объединения дроздовцев.
Умер в 1938 году в Вассербилинге от сердечного недуга. Похоронен на русском участке кладбища Мертерт. Его вдова Эмилия Карловна (1880—1942) умерла в Берлине и похоронена на кладбище Тегель. Их сын Алексей (1909—1970) учился на химическом факультете Лувенского университета, был членом НТС.

## Награды
- Орден Святого Станислава 3-й ст. (ВП 1.05.1903)
- Орден Святой Анны 3-й ст. (ВП 30.03.1908)
- Орден Святого Станислава 2-й ст. (ВП 13.05.1914)
- Орден Святого Владимира 4-й ст. с мечами и бантом (ВП 28.06.1915)
- Георгиевское оружие (ВП 12.11.1915)
- Орден Святой Анны 2-й ст. с мечами (ВП 25.04.1916)
- мечи и бант к ордену Св. Станислава 3-й ст. (ВП 28.04.1916)
- мечи и бант к ордену Св. Анны 3-й ст. (ВП 8.05.1916)
- мечи к ордену Св. Станислава 2-й ст. (ВП 7.11.1916)
- Медаль дроздовцам за поход Яссы-Дон